# Épineux-le-Seguin
Épineux-le-Seguin ist eine Ortschaft und eine Commune déléguée in der französischen Gemeinde Val-du-Maine mit 267 Einwohnern (Stand 1. Januar 2022) im Département Mayenne in der Region Pays de la Loire. 
Die Gemeinde Épineux-le-Seguin wurde am 1. Januar 2017 mit Ballée zur Commune nouvelle Val-du-Maine zusammengeschlossen. Sie gehörte zum Arrondissement Château-Gontier (bis zur Fusion: Arrondissement Laval) und zum Kanton Meslay-du-Maine.

## Geographie
Épineux-le-Seguin liegt rund 36 Kilometer westsüdwestlich von Laval.

## Einwohnerentwicklung
| Jahr                       | 1962 | 1968 | 1975 | 1982 | 1990 | 1999 | 2006 | 2013 |
| Einwohner                  | 317  | 295  | 209  | 205  | 197  | 172  | 163  | 239  |
| Quellen: Cassini und INSEE |      |      |      |      |      |      |      |      |

## Sehenswürdigkeiten
- Kirche Saint-Pierre-Saint-Paul, Monument historique
- Priorat Saint-Catherine, Monument historique
- Schloss Varennes-l'Enfant aus dem 17. Jahrhundert, seit 1983 Monument historique

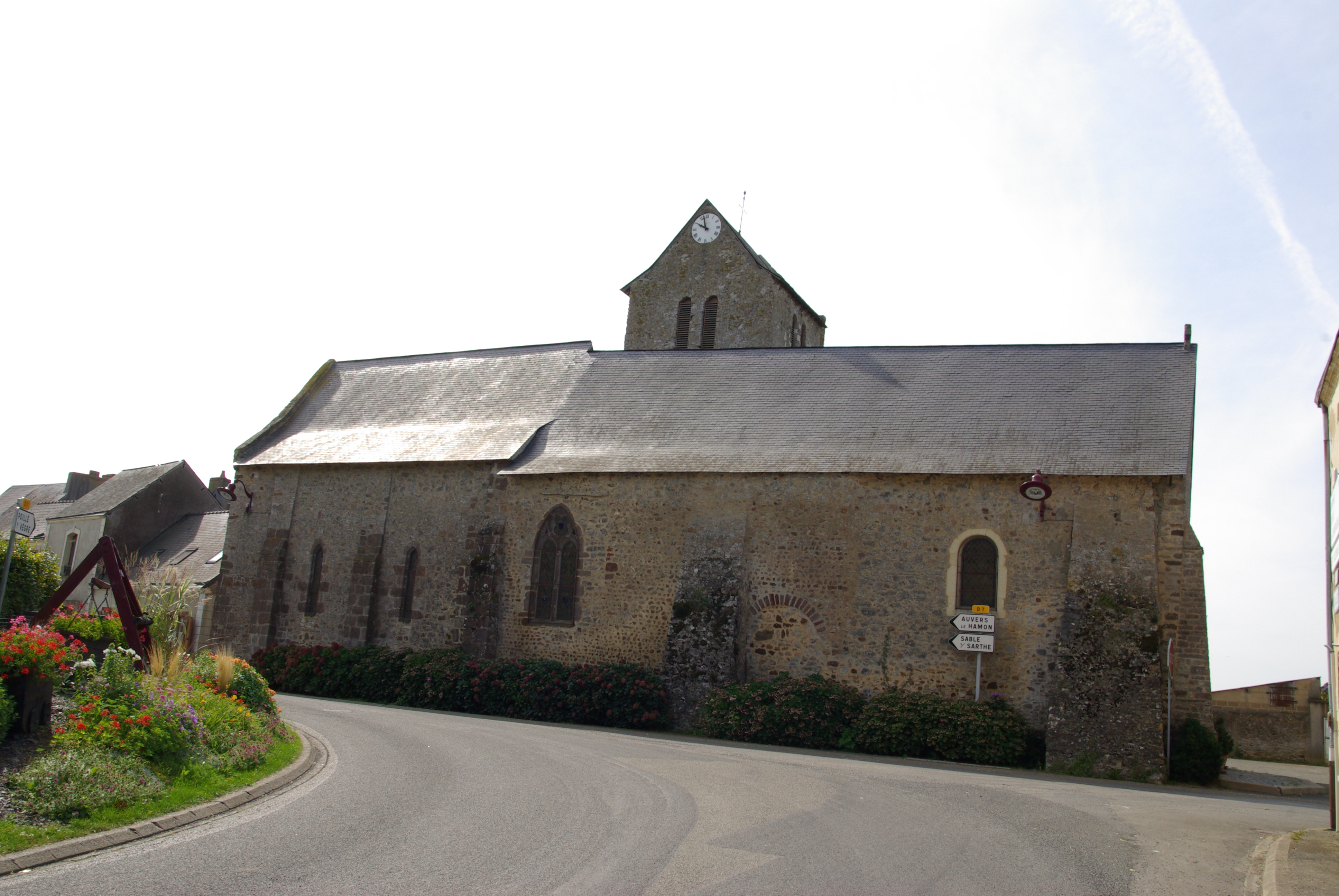
Kirche Saint-Pierre-Saint-Paul